# 磁異常

衛星測量的火星徑向磁場。

磁異常或稱地磁異常，在地球物理學是指在岩石內因為化學或磁性變化使地球磁場產生局部的改變。繪製一片地區的變化是檢測材料被遮蔽結構的珍貴資料。映射的面積變化的寶貴檢測結構覆材料所遮蔽。在海洋板塊上平行於中洋脊連綿的帶狀磁場變化，是支持海底擴張的重要證據。磁异常可以有不同的尺度，但尺度大小并不代表异常的大小。磁异常可造成空间环境的扰动和航天器异常。

## 測量
磁異常通常是在磁場中的一小部分，整個磁場的範圍在25,000至65,000毫微特斯拉（nT）。測量磁異常，磁強計的靈敏度要在10nT或更小的值。測量磁異常的磁強計有三種主要的類型:162–164:77–79：
1. 磁通閘磁力計（fluxgate magnetometer）：是在第二次世界大戰為偵測潛水艇發展出來的[3]:75[4]。它的測量元件是在特定座標軸上的感應器，因此它有指向性。在陸地上，它通常是垂直向著地面；在飛機、船舶和人造衛星上通常需要定向，因此軸是指向磁場的方向。它會不斷地測量磁場，因此顯示的數值會隨著時間的推移漂移。修正漂移值的一種方法，是在調查期間對同一地點反覆的測量[2]:163–165[3]:75–77
2. 質子進動磁強計（proton precession magnetometer）：測量磁場的強度，但不會指出方向，因為不具指向性，所以不需要調整方向。每個測量需要一秒鐘或更長的時間。除了鑽探和高解析度梯度的調查，它使用於大多數的地面測量[2]:163–165[3]:77–78。
3. 光泵磁力儀（Optically pumped magnetometer）：使用鹼性氣體（最常見的是銣和銫），有高取樣速率和0.001nT或更高的靈敏度。相較於其他類型的磁強計是很昂貴的儀器。它們使用於人造衛星和大多數的航空磁測[3]:78–79

## 科幻
在亞瑟·C·克拉克所著《磐石》系列的《太空奧德賽》中留下人類尋找到外星人的伏筆。在靠近第谷坑附近的一個坑洞發現不自然的強磁場，稱之為第谷磁異常-1（Tycho Magnetic Anomaly 1，TMA-1）。在圍繞木星軌道上的一個稱為TMA-2，2513年在奧杜威峽谷發現的，因為它是原始人類遭遇到的第一個，被追溯命名為TMA-0。

## 進階讀物
- Constable, Catherine G.; Constable, Steven C. . Sparks, Robert Stephen John; Hawkesworth, Christopher John  (编). . Washington, DC: American Geophysical Union. 2004: 147–159. ISBN 9781118666012.
- Hinze, William J.; Ralph R.B. von Frese, Afif H. Saad. . Cambridge: Cambridge University Press. 2013. ISBN 9780521871013.
- Hinze, R. A. Langel, W. J.  1st pap. Cambridge, U.K.: Cambridge University Press. 2011. ISBN 978-0521189644.
- Kearey, Philip; Brooks, Michael; Hill, Ian. . . John Wiley & Sons. ISBN 9781118698938.
- Maus, S.; Barckhausen, U.; Berkenbosch, H.; Bournas, N.; Brozena, J.; Childers, V.; Dostaler, F.; Fairhead, J. D.; Finn, C.;  et al. . Geochemistry, Geophysics, Geosystems. August 2009, 10 (8). doi:10.1029/2009GC002471.

## 外部連結
- Magnetic field of the lithosphere （页面存档备份，存于） (CIRES)
- Magnetic anomaly maps and data for North America （页面存档备份，存于） (USGS)
- World Digital Magnetic Anomaly Map: info
- Magnetic anomaly map of the world
- Asteroids may have delivered magnetic material to the Moon （页面存档备份，存于）